# Forgotten Rebels
I  Forgotten Rebels sono un gruppo punk rock di Hamilton, Ontario, Canada. Con radici che partono dal 1977 fino al giorno d'oggi, hanno lasciato sette album ed una serie di EP e singoli che hanno influenzato molte altre band canadesi ed internazionali successive.
Nonostante la band abbia cambiato più volte la formazione in oltre 28 anni, Mickey DeSadist, all'anagrafe Mickey Gerlecki (cantante), e Dave McGhire (batterista) sono rimasti la mente creativa per gran parte della storia del gruppo. McGhire ha abbandonato nel 2003 i Forgotten Rebels, lasciando solamente DeSadist come membro iniziale ancora presente. I principali compositori sono: Mickey DeSadist, Dave McGhire and Chris Houston.

## Discografia

### Album studio
- 1979 - In Love With the System
- 1981 - This Ain't Hollywood
- 1986 - The Pride and Disgrace
- 1988 - Surfin' on Heroin
- 1989 - (senza titolo)
- 1994 - Criminal Zero
- 2000 - Nobody's Hero's

### EP
- 1977 - Burning the Flag
- 1978 - Tomorrow Belongs to Us
- 1985 - Boys Will Be Boys

### Singoli
- 1982 - Tell me You Love Me / Rhona Barrett (remix)
- 1986 - Bomb Kadhaffi Now / Surfin' on Heroin

### Edizioni limitate
- Sex Pistols / Forgotten Rebels combo single

A side: Sex Pistols God Save the Queen
B side: Forgotten Rebels Surfin' on Heroin
Copertina dell'artista "Stabazy"

### The Forgotten Rebels, Brief Anthology
- Greatest Hits (20 canzoni), solo per promozione, non in vendita.

### Video
- 1979 - Elvis is Dead
- 1980 - Eve of Destruction
- 1985 - Boys Will be Boys
- 1989 - Rock n Roll is a Hard Life
- 1990 - Dizzy
- 1994 - The Hammer
- 1994 - Buried Alive
- 2002 - The American in Me (mai pubblicato)
- 2002 - No Place to Hide (mai pubblicato)